# World Team Cup 2011
La World Team Cup 2011 est la 34e édition de l'épreuve. Huit pays participent à la phase finale. Le tournoi, qui commence le 15 mai 2011 au Rochusclub, se déroule à Düsseldorf, en Allemagne .

## Faits marquants
- L'Allemagne remporte l'épreuve pour la cinquième fois, en s'imposant en finale contre l'équipe argentine, pourtant tenante du titre.

## Matchs de poule
L'équipe en tête de chaque poule se voit qualifiée pour la finale.

### Groupe Rouge
| États-Unis - Mardy Fish - Sam Querrey - John Isner | Argentine - Juan Mónaco - Juan Ignacio Chela - Máximo González | Kazakhstan - Andrey Golubev - Mikhail Kukushkin - Denis Yevseyev | Suède - Robin Söderling - Christian Lindell - Robert Lindstedt - Simon Aspelin |

#### Classements
| # | Equipe victorieuse | Adversaire | Score |
| 1 | Argentine          | Kazakhstan | 3 - 0 |
| 2 | États-Unis         | Suède      | 2 - 1 |
| 3 | États-Unis         | Kazakhstan | 2 - 1 |
| 4 | Argentine          | Suède      | 2 - 1 |
| 5 | Argentine          | États-Unis | 3 - 0 |
| 6 | Suède              | Kazakhstan | 2 - 1 |

| #   | Pays       | Points | Matchs | Sets    |
| --- | ---------- | ------ | ------ | ------- |
| 1re | Argentine  | 3 - 0  | 8 - 1  | 16 - 2  |
| 2e  | États-Unis | 2 - 1  | 4 - 5  | 10 - 11 |
| 3e  | Suède      | 1 - 2  | 4 - 5  | 9 - 12  |
| 4e  | Kazakhstan | 0 - 3  | 2 - 7  | 5 - 15  |

#### Matchs détaillés
|  | Équipe 1  | Score | Équipe 2   |  |
|  | Argentine | 3 – 0 | Kazakhstan |  |

| Ordre des matchs | Joueurs             | Points au premier set | Points au second set | Points au troisième set |
| ---------------- | ------------------- | --------------------- | -------------------- | ----------------------- |
| 1                | Juan Ignacio Chela  | 6                     | 6                    |                         |
| 1                | Mikhail Kukushkin   | 1                     | 2                    |                         |
|                  |                     |                       |                      |                         |
| 2                | Juan Mónaco         | 6                     | 6                    |                         |
| 2                | Andrey Golubev      | 4                     | 0                    |                         |
|                  |                     |                       |                      |                         |
| 3 (sans enjeu)   | González - Mónaco   | 6                     | 6                    |                         |
| 3 (sans enjeu)   | Golubev - Kukushkin | 4                     | 3                    |                         |

|  | Équipe 1   | Score | Équipe 2 |  |
|  | États-Unis | 2 – 1 | Suède    |  |

| Ordre des matchs | Joueurs             | Points au premier set | Points au second set | Points au troisième set |
| ---------------- | ------------------- | --------------------- | -------------------- | ----------------------- |
| 1                | 'John Isner         | 6                     | 6                    |                         |
| 1                | Christian Lindell   | 4                     | 1                    |                         |
|                  |                     |                       |                      |                         |
| 2                | Sam Querrey         | 7                     | 5                    | 63                      |
| 2                | Robin Söderling     | 5                     | 7                    | 7                       |
|                  |                     |                       |                      |                         |
| 3                | Fish - Isner        | 4                     | 7                    | 10                      |
| 3                | Aspelin - Lindstedt | 6                     | 65                   | 4                       |

|  | Équipe 1   | Score | Équipe 2   |  |
|  | États-Unis | 2 – 1 | Kazakhstan |  |

| Ordre des matchs | Joueurs             | Points au premier set | Points au second set | Points au troisième set |
| ---------------- | ------------------- | --------------------- | -------------------- | ----------------------- |
| 1                | Sam Querrey         | 6                     | 5                    | 5                       |
| 1                | Mikhail Kukushkin   | 3                     | 7                    | 7                       |
|                  |                     |                       |                      |                         |
| 2                | Mardy Fish          | 6                     | 6                    |                         |
| 2                | Andrey Golubev      | 4                     | 2                    |                         |
|                  |                     |                       |                      |                         |
| 3                | Fish - Isner        | 6                     | 7                    |                         |
| 3                | Golubev - Kukushkin | 3                     | 610                  |                         |

|  | Équipe 1  | Score | Équipe 2 |  |
|  | Argentine | 2 – 1 | Suède    |  |

| Ordre des matchs | Joueurs             | Points au premier set | Points au second set | Points au troisième set |
| ---------------- | ------------------- | --------------------- | -------------------- | ----------------------- |
| 1                | Máximo González     | 1                     | 4                    |                         |
| 1                | Robin Söderling     | 6                     | 6                    |                         |
|                  |                     |                       |                      |                         |
| 2                | Juan Ignacio Chela  | 6                     | 6                    |                         |
| 2                | Christian Lindell   | 1                     | 1                    |                         |
|                  |                     |                       |                      |                         |
| 3                | Chela - Mónaco      | 7                     | 6                    |                         |
| 3                | Aspelin - Lindstedt | 61                    | 0                    |                         |

|  | Équipe 1  | Score | Équipe 2   |  |
|  | Argentine | 3 – 0 | États-Unis |  |

| Ordre des matchs | Joueurs            | Points au premier set | Points au second set | Points au troisième set |
| ---------------- | ------------------ | --------------------- | -------------------- | ----------------------- |
| 1                | Juan Ignacio Chela | 6                     | 7                    |                         |
| 1                | John Isner         | 1                     | 61                   |                         |
|                  |                    |                       |                      |                         |
| 2                | Juan Mónaco        | 7                     | 7                    |                         |
| 2                | Mardy Fish         | 64                    | 5                    |                         |
|                  |                    |                       |                      |                         |
| 3 (sans enjeu)   | González - Mónaco  | 6                     | 6                    |                         |
| 3 (sans enjeu)   | Fish - Isner       | 2                     | 4                    |                         |

|  | Équipe 1 | Score | Équipe 2   |  |
|  | Suède    | 2 – 1 | Kazakhstan |  |

| Ordre des matchs | Joueurs             | Points au premier set | Points au second set | Points au troisième set |
| ---------------- | ------------------- | --------------------- | -------------------- | ----------------------- |
| 1                | Robin Söderling     | 64                    | 7                    | 6                       |
| 1                | Andrey Golubev      | 7                     | 67                   | 3                       |
|                  |                     |                       |                      |                         |
| 2                | Christian Lindell   | 0                     | 1                    |                         |
| 2                | Mikhail Kukushkin   | 6                     | 6                    |                         |
|                  |                     |                       |                      |                         |
| 3                | Aspelin - Lindstedt | 7                     | 6                    |                         |
| 3                | Golubev - Kukushkin | 6                     | 1                    |                         |

### Groupe Bleu
| Serbie - Viktor Troicki - Janko Tipsarević - Nenad Zimonjić - Dušan Lajović | Allemagne - Florian Mayer - Philipp Kohlschreiber - Philipp Petzschner - Christopher Kas | Espagne - Daniel Gimeno-Traver - Marcel Granollers - Marc López | Russie - Mikhail Youzhny - Dmitri Toursounov - Igor Andreev - Victor Baluda |

#### Classements
| # | Equipe victorieuse | Adversaire | Score |
| 1 | Allemagne          | Serbie     | 3 - 0 |
| 2 | Russie             | Espagne    | 2 - 1 |
| 3 | Espagne            | Allemagne  | 2 - 1 |
| 4 | Serbie             | Russie     | 2 - 1 |
| 5 | Allemagne          | Russie     | 2 - 1 |
| 6 | Serbie             | Espagne    | 2 - 1 |

| #   | Pays      | Points | Matchs | Sets    |
| --- | --------- | ------ | ------ | ------- |
| 1re | Allemagne | 2 - 1  | 6 - 3  | 13 - 9  |
| 2e  | Serbie    | 2 - 1  | 4 - 5  | 10 - 11 |
| 3e  | Espagne   | 1 - 2  | 4 - 5  | 10 - 11 |
| 4e  | Russie    | 1 - 2  | 4 - 5  | 10 - 12 |

#### Matchs détaillés
|  | Équipe 1  | Score | Équipe 2 |  |
|  | Allemagne | 3 – 0 | Serbie   |  |

| Ordre des matchs | Joueurs               | Points au premier set | Points au second set | Points au troisième set |
| ---------------- | --------------------- | --------------------- | -------------------- | ----------------------- |
| 1                | Florian Mayer         | 6                     | 6                    |                         |
| 1                | Viktor Troicki        | 2                     | 2                    |                         |
|                  |                       |                       |                      |                         |
| 2                | Philipp Kohlschreiber | 6                     | 7                    |                         |
| 2                | Janko Tipsarević      | 4                     | 65                   |                         |
|                  |                       |                       |                      |                         |
| 3 (sans enjeu)   | Kas - Petzschner      | 5                     | 6                    | 10                      |
| 3 (sans enjeu)   | Tipsarević - Zimonjić | 7                     | 3                    | 7                       |

|  | Équipe 1 | Score | Équipe 2 |  |
|  | Russie   | 2 – 1 | Espagne  |  |

| Ordre des matchs | Joueurs              | Points au premier set | Points au second set | Points au troisième set |
| ---------------- | -------------------- | --------------------- | -------------------- | ----------------------- |
| 1                | Igor Andreev         | 7                     | 4                    | 7                       |
| 1                | Daniel Gimeno-Traver | 5                     | 6                    | 6                       |
|                  |                      |                       |                      |                         |
| 2                | Mikhail Youzhny      | 6                     | 6                    |                         |
| 2                | Marcel Granollers    | 3                     | 4                    |                         |
|                  |                      |                       |                      |                         |
| 3 (sans enjeu)   | Baluda - Toursounov  | 4                     | 2                    |                         |
| 3 (sans enjeu)   | Granollers - López   | 6                     | 6                    |                         |

|  | Équipe 1 | Score | Équipe 2  |  |
|  | Espagne  | 2 – 1 | Allemagne |  |

| Ordre des matchs | Joueurs               | Points au premier set | Points au second set | Points au troisième set |
| ---------------- | --------------------- | --------------------- | -------------------- | ----------------------- |
| 1                | Daniel Gimeno-Traver  | 6                     | 2                    | 6                       |
| 1                | Philipp Kohlschreiber | 4                     | 6                    | 3                       |
|                  |                       |                       |                      |                         |
| 2                | Marcel Granollers     | 6                     | 4                    | 2                       |
| 2                | Florian Mayer         | 4                     | 6                    | 6                       |
|                  |                       |                       |                      |                         |
| 3                | Granollers - López    | 7                     | 6                    |                         |
| 3                | Kas - Petzschner      | 67                    | 3                    |                         |

|  | Équipe 1 | Score | Équipe 2 |  |
|  | Serbie   | 2 – 1 | Russie   |  |

| Ordre des matchs | Joueurs               | Points au premier set | Points au second set | Points au troisième set |
| ---------------- | --------------------- | --------------------- | -------------------- | ----------------------- |
| 1                | Viktor Troicki        | 6                     | 6                    |                         |
| 1                | Mikhail Youzhny       | 3                     | 1                    |                         |
|                  |                       |                       |                      |                         |
| 2                | Dušan Lajović         | 1                     | 7                    | 6                       |
| 2                | Igor Andreev          | 6                     | 6                    | 4                       |
|                  |                       |                       |                      |                         |
| 3 (sans enjeu)   | Tipsarević - Zimonjić | 3                     | 6                    | 5                       |
| 3 (sans enjeu)   | Andreev - Tursunov    | 6                     | 4                    | 10                      |

|  | Équipe 1  | Score | Équipe 2 |  |
|  | Allemagne | 2 – 1 | Russie   |  |

| Ordre des matchs | Joueurs               | Points au premier set | Points au second set | Points au troisième set |
| ---------------- | --------------------- | --------------------- | -------------------- | ----------------------- |
| 1                | Philipp Kohlschreiber | 2                     | 6                    | 6                       |
| 1                | Mikhail Youzhny       | 6                     | 3                    | 2                       |
|                  |                       |                       |                      |                         |
| 2                | Philipp Petzschner    | 6                     | 6                    |                         |
| 2                | Igor Andreev          | 2                     | 4                    |                         |
|                  |                       |                       |                      |                         |
| 3 (sans enjeu)   | Mayer - Petzschner    | 6                     | 4                    |                         |
| 3 (sans enjeu)   | Andreev - Tursunov    | 7                     | 6                    |                         |

|  | Équipe 1 | Score | Équipe 2 |  |
|  | Serbie   | 2 – 1 | Espagne  |  |

| Ordre des matchs | Joueurs              | Points au premier set | Points au second set | Points au troisième set |
| ---------------- | -------------------- | --------------------- | -------------------- | ----------------------- |
| 1                | Janko Tipsarević     | 7                     | 6                    |                         |
| 1                | Daniel Gimeno-Traver | 65                    | 1                    |                         |
|                  |                      |                       |                      |                         |
| 2                | Viktor Troicki       | 6                     | 6                    |                         |
| 2                | Marcel Granollers    | 4                     | 4                    |                         |
|                  |                      |                       |                      |                         |
| 3 (sans enjeu)   | Lajović - Zimonjić   | 3                     | 1                    |                         |
| 3 (sans enjeu)   | Granollers - López   | 6                     | 6                    |                         |

## Finale
La finale de la World Team Cup 2011 se joue entre l'Argentine et l'Allemagne.
|  | Équipe 1  | Score | Équipe 2  |  |
|  | Argentine | 1 – 2 | Allemagne |  |